# (31806) 1999 NE11
1999 NE11 (asteroide 31806) é um asteroide troiano de Júpiter. Possui uma excentricidade de 0.09658300 e uma inclinação de 34.10037º.
Este asteroide foi descoberto no dia 13 de julho de 1999 por LINEAR em Socorro.